# Morsains
Morsains je francouzská obec v departementu Marne v regionu Grand Est. Žije zde 149 obyvatel.

## Geografie

### Sousední obce
| Růžice kompasu | Rieux   | Mécringes  |                         | Růžice kompasu |
| Růžice kompasu | Tréfols | Sever      | Le Gault-Soigny         | Růžice kompasu |
| Růžice kompasu | Tréfols | Morsains   | Le Gault-Soigny         | Růžice kompasu |
| Růžice kompasu | Tréfols | Jih        | Le Gault-Soigny         | Růžice kompasu |
| Růžice kompasu |         | Champguyon | Les Essarts-lès-Sézanne | Růžice kompasu |